# Ludwig August Lebrun
Pour les articles homonymes, voir Lebrun.
Ludwig August Lebrun, baptisé le 2 mai 1752 à Mannheim, mort le 16 décembre 1790 à Berlin, est un hautboïste et compositeur allemand.
Après être entré dans un orchestre prestigieux de Mannheim, jouant du hautbois, Ludwig Lebrun devint rapidement un virtuose.
Marié à Franziska Danzi, leur amour fut fusionnel et ils eurent deux filles musiciennnes.  Le couple fit de nombreux voyages et des compositeurs leur dédièrent des œuvres. 

## Vie

### Début de carrière
Le père de Lebrun, également hautboïste, probablement d'origine belge, jouait en 1747 pour la cour de Mannheim. Le célèbre virtuose du hautbois commença sa carrière dans l’orchestre de la cour de l’électeur palatin Carl Theodor de Mannheim, y jouant dès l’âge de douze ans et devenant titulaire dès ses quinze ans. 
Il  était un contemporain de Carl Stamitz et d’Anton Stamitz et était issu de l’école de Mannheim.

### Mariage et dédicaces
À l’été 1778, il épousa la soprano Franziska Danzi, sœur de Franz Danzi, l’un des chanteurs les plus remarquables de son temps. Avec elle, il voyagea  à travers l’Europe : Milan, Paris, Londres, Vienne, Prague, Naples, Munich et Berlin. Des arias comprenant le hautbois comme instrument obligé furent composés spécialement à leur intention, par exemple : Günther von Schwarzburg (1777) par Ignaz Holzbauer, L'Europa riconosciuta (1778) par Antonio Salieri et Castore e Polluce (1787) par Georg Joseph Vogler.
Le couple eut deux filles : Sophie Lebrun (1781-1863) fut une célèbre pianiste, et Rosine Lebrun (1783-1855) une chanteuse d'opéra et une comédienne. Ludwig Lebrun fut emporté, âgé de trente-huit ans seulement, d’une inflammation du foie.

### Impression d'un contemporain
Le musicologue Charles Burney a décrit ses impressions sur le couple en ces termes : « Franziska Danzi et l’excellent hautboïste Lebrun voyagent d’ordinaire ensemble et on a l'impression que Franziska n’a jamais rien écouté d’autre que l'instrument de son conjoint, car lorsque le duo se produit  en tierces et en sixtes, on ne peut dire qui interprète la voix supérieure et qui interprète  la voix inférieure ! ».

## Œuvres
On doit à Ludwig August Lebrun plusieurs concertos pour hautbois et orchestre : 
- 6 concertos pour hautbois, op. 1 (1804)
  - no 1 en ré mineur ;
  - no 2 en sol mineur ;
  - no 3 en do majeur ;
  - no 4 en si bémol majeur ;
  - no 5 en do  majeur ;
  - no 6 en fa majeur.

Il composa également quelques œuvres avec d’autres instruments, dont :
- ballets : Armida et Adèle de Ponthieu ;
- concerto pour clarinettes et orchestre en si bémol majeur ;
- duos pour violons et alto ;
- duos pour flûtes ;
- trios pour flûtes.